# Wierzbówka (struga)
Wierzbówka – struga dorzecza Wisły, prawobrzeżny dopływ Poru. Wierzbówka wypływa na terenie gminy Wysokie ze stawu, położonego w północnej części wsi Wysokie. Uchodzi do Poru pomiędzy miejscowościami Guzówka i Tarnawa Duża. W górnym biegu w Wysokiem przepływa pod drogą wojewódzką nr 842. Długość Wierzbówki wynosi 7,33 km. Jej dopływami są najczęściej suche rowy melioracyjne.

## Miejscowości położone nad Wierzbówką
- Wysokie
- Dragany
- Nowy Dwór
- Zabłocie
- Guzówka